# 주한미군 한강 독극물 무단 방류 사건
주한미군 한강 독극물 무단 방류 사건(駐韓美軍漢江毒劇物無斷放流事件) 또는 맥팔랜드 사건은 2000년 2월 9일 용산 미8군 기지 영안실에서 군무원이 독성을 가진 발암물질인 포름알데히드를 무단으로 한강에 방류한 사건이다. 주범 맥팔랜드에 대한 처벌이 실질적으로 이루어지지 않았을 뿐더러 맥팔랜드의 대한민국 사법부에 대한 냉소적 태도로 대한민국 국민들의 반미감정을 고조시키는 직접적인 원인이 되었다.

## 사건 개요
영안소 부책임자인 미육군 민간부 군무원 앨버트 L. 맥팔랜드(Albert L. McFarland)가 시신처리 방부제로 사용하는 20박스 분량의 포름알데히드 470병 (223리터)을 싱크대를 통해 하수구에 버리도록 지시했다. 유독물질인 포름알데히드는 별도의 정화시설이 없는 용산 기지의 하수구를 지나 한강으로 그대로 흘러 들어갔다.

## 사건 경과
이 사건은 포름알데히드같은 유독물질을 별도의 정화 처리 없이 한강에 버렸다는 점에서 많은 관심을 받았다. 2000년 7월 녹색연합이 독극물을 한강에 무단 방류하도록 지시한 혐의로 맥팔랜드를 고발했으나, 검찰과 법무부는 기소를 미루다가 2001년 3월이 되어서야 벌금 500만원에 약식 기소했다. 이에 4월 5일 법원이 직권으로 맥팔랜드를 정식재판에 회부했다.
그러나 기소가 된 이후에도 사건의 당사자 맥팔랜드가 소파(SOFA) 규정을 핑계로 '공무중 발생한 일이기 때문에 재판권은 대한민국이 아니라 미군에 있다'며 법정에 불출석하며 재판을 거부하는등 대한민국 사법부를 무시하는 듯한 인상을 주었기 때문에 큰 파장을 일으켰다. 4월 15일 미군당국은 법무부에 공무증명서를 제출하여 맥팔랜드가 대한민국의 재판에 응하지 않을 것을 밝히자, 법원도 미군의 처사가 법원을 모독한 것이라 하여 단호히 재판을 진행하겠다는 입장을 밝혔다. 8월 22일에는 법원 집행관이 맥팔랜드에 대한 공소장을 전달하려 했으나 용산 미군기지 앞에서 미군들로부터 문전박대를 당하기도 했다. 첫 재판은 2003년 12월 12일에 열렸는데, 이는 사건 발생 3년 10개월, 정식 재판에 회부된 지 2년 9개월 만이었다. 미군 당국은 맥팔랜드가 미8군 영내에 기거하는지도 알 수 없다고 밝혔기 때문에, 1심은 궐석재판으로 진행되었고 2004년 1월 9일 맥팔랜드에게 검찰이 구형한 벌금 500만 원보다 훨씬 무거운 징역 6개월을 선고했다.
애초에 미군 당국은 맥팔랜드에 대한 1차 재판권은 미군에 있다는 주장을 계속 했으며, 이 사건에 대해 대한민국의 재판권을 인정할 수 없으며 항소도 하지 않겠다고 밝혔다. 그러나 항소만료 시한 하루를 앞두고 맥팔랜드가 항소하였고, 기소된 지 3년 9개월 만인 2004년 12월에 항소심 법정에 처음으로 출두했다. 결국 2005년 1월 18일 서울중앙지법 형사항소 1부(재판장 정덕모 부장판사)는 항소심 선고공판에서 맥팔랜드에게 유죄를 선고하고 징역 6개월에 집행유예 2년을 선고했다.

## 사건의 영향
한강에 유독물질을 무단 방류하도록 지시했다는 사실 외에도, 미군 군무원이 대한민국의 사법기관을 무시하는 듯한 행위를 하면서 많은 사람들의 관심을 끌었다. 특히 사건의 당사자가 소파 협정을 핑계로 재판에 응하지 않으려 하면서 미군 장갑차 여중생 압사 사건과 함께 대한민국의 반미감정을 증폭시켰으며, 결국 맥팔랜드에 대해 실질적인 처벌이 이루어지지 못하면서 소파 협정의 불평등성에 대한 논의가 형성되었다.

## 같이 보기
봉준호 감독의 국내 유일의 괴수 영화인 《괴물》에서, 한강에 등장한 본 영화의 괴물은 이 사건에서 주한미군이 한강에 버린 맹독성 물질로 인해 생긴 돌연변이로 나온다. 봉준호 감독은 본 영화의 기획 단계에서, 본 사건의 모티브로 방향을 잡은 작품이라고 밝혔다.